# Clube Fluminense de Natação e Regatas
Clube Fluminense de Natação e Regatas é um clube social e desportivo da cidade de Niterói, no Rio de Janeiro.

## História
Surgido no dia 27 de julho de 1916 como Sport Club Fluminense, o clube foi fundado através dos esforços de Célio Ferreira da Costa, José Francisco de Campos Júnior, José Mattos e João Mello, devotados praticantes do remo que lutaram pela glória deste esporte. As atividades se iniciaram com a aquisição da baleeira "Rapa" e o Yole a 2 "Gaivota" e, a partir daí, tem início uma trajetória de sucessos e demonstração de apreço inicialmente ao remo.
A agremiação logo se destacou no cenário do remo fluminense, conquistando o título de campeão de remo de Niterói em 1920. No mesmo período, o clube expandiu suas atividades para outras modalidades esportivas, como o futebol, com um time formado por atletas locais.
O clube chegou a disputar o Campeonato Fluminense de Futebol nos anos de 1926 e 1927, organizados pela então Associação Fluminense de Esportes Athléticos (AFEA). O uniforme utilizado pela equipe era inteiramente branco, e o time mandava seus jogos em campos de Niterói.
Posteriormente, passou a se chamar Clube Fluminense de Natação e Regatas, nome pelo qual é mais conhecido. Com o tempo, a prática do futebol foi descontinuada, e o clube manteve o foco em esportes náuticos e atividades sociais, sendo reconhecido como uma das instituições tradicionais de Niterói.

## Localização
Sua sede fica no bairro niteroiense de Ponta d'Areia.